# Første ruteflyver til Grønland
Første ruteflyver til Grønland er en dokumentarfilm fra 1949 instrueret af Carl Otto Petersen.

## Handling
Reportagefilm om den første rutemaskines afgang fra Kastrup til den amerikanske base på Grønland West I.